# Пољаци у Босни и Херцеговини
Пољаци су једна од 17 уставно признатих етничких мањина у Босни и Херцеговини. Они су стигли за вријеме аустроугарске владавине у Босну и Херцеговину и населили су се углавном на сјеверу уже Босне, доносећи нову технологију и стручну радну снагу. Њихова судбина била је уско везана за судбину украјинске мањине, са којом су се придружили југословенском отпору након инвазије Осовине на Југославију. Након Другог свјетског рата, босански Пољаци су се суочили са потешкоћама у успостављању својих права као мањине, као и са прогоном локалног становништва и преосталих фашистичких колаборациониста. Ово је приморало огромну већину да одговори на позив пољске владе за репатријацију. У Босни и Херцеговини је 1930. године било око 30.000 Пољака, док се њихов број данас процјењује на мање од хиљаду, са заједницама у већим градовима Сарајеву, Бања Луци, Зеници и Мостару.

## Долазак и интеграција
Историја Пољака у Босни почиње за време османске владавине, али значајан прилив догодио се тек након аустроугарске окупације Босне и Херцеговине 1878. Окупаторске власти желеле су да колонизују земљу политички поузданим људима, које су награђивале земљом и бенефицијама. Немци и Мађари нису сматрани одговарајућим, док Хрвати и Срби нису били пожељни. Власти су се одлучиле за Пољаке и Чехе, очекујући да ће им словенски корени помоћи да се добро аклиматизују међу Бошњацима. Службено поравнање је трајало од 1896. до 1906. Пољски досељеници су били претежно етнички римокатолици земљорадници из Краљевине Галиције и Лодомерије, крунске земље Аустрије. Заједно са њима дошли су и православни Русини. Државни службеници, лекари, инжењери и адвокати, сви вођени очекивањима брзог напредовања у каријери и већих плата, такође су били међу пољским досељеницима. Земљорадници су били насељени у равничарским крајевима Босанске Крајине и Посавине, највише у околини Прњавора, Дервенте, Градишке, Бања Луке, Новог Града и Приједора. У околини Прњавора и Градишке постојала су села у којима су живјели искључиво Пољаци; Пољаци су иначе живјели у селима са босанским Србима или, ређе, у селима са већином босанских Хрвата. Двије највеће пољске колоније у Босни и Херцеговини, Раковац (пољ. Rakowiec) и Нови Мартинац (пољ. Nowy Martyniec) код Прњавора, настали су између 1899. и 1901.
Босанскохерцеговачки Пољаци су били цијењени пчелари и оставили су велики траг у пољопривреди земље, јер су у крајеве које су насељавали уносили синтетичка ђубрива и непрехрамбене усјеве. Они су Босанце учили и о сточарству. Колонисте је, заузврат, домаће становништво научило да узгајају кукуруз, а друга мањина, Италијани, у виноградарству. Пољаци се никада нису интегрисали у босанскохерцеговачко друштво и функционисали су као посебна етничка заједница чак и на подручјима где су имали директан контакт са Бошњацима, а њихови односи су се састојали од различитог степена толеранције. Босански старосједеоци су негодовали због привилегије датих пољским колонистима, што је изазвало многе несугласице. Ове бенефиције су престале након Првог свјетског рата, када се Аустроугарска распала, а Босна и Херцеговина је инкорпорирана у Краљевину Југославију. Неки Пољаци су у то вријеме жељели да се преселе у Пољску, али их је њена влада одбила.
Попис из 1910. године забиљежио је 10.975 Пољака који живе у Босни и Херцеговини; до 1930. године Босна и Херцеговина је била у саставу Краљевине Југославије и бројала је око 30.000 Пољака. Године 1934. пољска списатељица Марија Домбровска боравила је неко вријеме у Босни и Херцеговини и написала извјештај о животу босанских Пољака за власт Друге Пољске Републике. Она се фокусирала на њихов економски и политички статус, питање одржавања њиховог етничког идентитета и суживота са старосједелачким становништвом. Домбровска је написала да је чак 80% било под притиском да постану југословенски држављани, што им је одузело право да се обраћају пољским конзулатима и негативно се одразило на њихов политички статус. С друге стране, напоменула је да босански Пољаци уживају боље услове за живот од сељана у Пољској.

## Други свјетски рат
Током Другог свјетског рата, Босна и Херцеговина је апсорбована у фашистичку марионетску Независну Државу Хрватску. Његов режим је организовао премјештање многих босанских Пољака у села у сусједној регији Славоније како би повећао постотак римокатолика тамо. Босански Пољаци су се прилично невољко придружили покрету отпора који су предводили југословенски партизани, вероватно због „другачијег третмана Њемаца у Босни“. Украјинци у Босни и Херцеговини су прихватили пољско вођство у том погледу. Партизани су били жељни да индукују обје групе и сматрали су успјехом када је број мобилисаних Пољака и Украјинаца из околине Прњавора порастао на 20. У прољеће 1944. представник пољске владе у егзилу у Југославији утицао је на босанске Пољаке да се придруже партизанима. Потоњи су на крају формирали Иницијативно вијеће Пољака како би припомогли мобилизацији и заобишли представника пољске владе. Захваљујући савјету и сарадњи пољских сеоских главара, југословенски партизани су 7. маја 1944. године основали такозвани пољски батаљон, 5. батаљон 14. средњобосанске ударне бригаде Дјеловао је на подручју Теслића, Жепча, Завидовића и Зенице. Бројећи „скромних 200 етничко-пољских војника“, батаљон је помогао мобилизацију осталих босанских Пољака и на крају је око 3.000 Пољака учествовало у ослобађању Југославије.
Крајем 1944. Игнац Кунецки је представљао Пољаке на сједницама Земаљског антифашистичког вијећа народног ослобођења Босне и Херцеговине (ЗАВНОБиХ), које је настојало да обнови границе Босне и Херцеговине (раније подељене на бановине) и да постане федеративна јединица Југославије. Кунецки је навео пресједан Друге поделе Пољске и њене ефекте на његов народ. ЗАВНОБиХ је, међутим, одбио његов захтев да се Декларација о правима грађана Босне и Херцеговине „измени, тако да се истакне равноправност националних мањина у Босни и Херцеговини“, јер је то већ урадио еквивалентна декларација АВНОЈ-а и зато што је, за разлику од Хрватске и Војводине, „мањине у Босни и Херцеговини су, по свом броју, безначајне мањине“. Упркос уверавањима да ће им се „дати пуна слобода коришћења матерњег језика“, пољски представници су остали незадовољни.
У међувремену, Народна Република Пољска позвала је пољску дијаспору да се врати и поново насели подручја која су раније насељавали Њемци. Више од 15.000 Пољака доживјело је крај Другог свјетског рата у Босни и Херцеговини. Њихови представници су 1. јула 1945. одржали конференцију и одлучили за репатријацију. Према тврдњи Васиља Семака, народног посланика из Прњавора, српски сељаци су „у заједници са четничким елементима” пљачкали и убијали Пољаке, вршећи притисак на њихово исељавање у Пољску. Одјељење за унутрашње послове Окружног народног одбора Бање Луке дојавило је Министарству унутрашњих послова БиХ да су Сермакове тврдње тачне, а као разлог се наводи „став тих мањина [Пољаци и Украјинци] према НОП-у”, „Срби, који су током рата прогањани, нису са симпатијама гледали на ове мањине”. Након посјете пољског амбасадора Прњавору у децембру 1945. године, организоване су сеоске страже, коју су подржавале југословенске власти, да би бранила мањину. Игњаз Кунезки је критиковао народну милицију због неправилних поступака, јер „Пољаци се нису могли сами бранити од четничких банди у својим селима, јер је војска само пролазила тереном док се није стално задржавала”. После обавјештења југословенских власти и пољског посланства у Београду, пољска делегација је отишла у Пољску и определила се за Болеславечку жупанију у Доњој Шлеској. Наишли су на проблеме са југословенском владом када је ова одбила да им надокнади заостале куће и земљиште. Југословенска влада је чак тражила да Пољска плати стоку коју су босански Пољаци одвели у Пољску. Увређени и разочарани Пољаци су се директно обратили председнику Владе Југославије Јосипу Брозу Титу. Њихово пребацивање из Босне и Херцеговине у Пољску извршено је између 28. марта и 2. новембра 1946. До 1953. године њихов број је пао на 1.161, а до 1981. године у Босни и Херцеговини је живјело 609 Пољака.

## Данас
Босански Пољаци који су емигрирали и њихови потомци су задржали одређене аспекте босанске културе, као што су одређене пјесме и рецепт за бурек. Они одржавају хор Томислав-Осијечов, који повремено гостује у Босни и Херцеговини. 1991. године у Босни и Херцеговини је било 526 Пољака. Процјењује се да се њихов број данас креће од неколико стотина до хиљаду. Они су организовани у четири заједнице, смјештене у већим градовима Сарајеву, Бања Луци, Зеници и Мостару. Неки Пољаци су се асимилирали у босанску заједницу и њихова презимена се још увијек могу наћи. Према попису становништва из 2013. године, у Босни и Херцеговини има 258 особа које се изјашњавају као Пољаци.

## Значајни појединци
Познати босански Пољаци су:
- Леополд Глук, оснивач центра за лијечење губе и шеф особља сарајевске болнице
- Бернард Заудерер, оснивач прве болнице у Травнику
- Теодора Крајевска, први гинеколог у Тузли, пионир у истраживању остеомалације
- Јустин Карлински, главни санитарни инспектор и један од најбогатијих пољских лекара у Босни и Херцеговини
- Вłадисłав Лам, рођен у Коњицу, сликар, графички дизајнер и ликовни критичар
- Виктор Јанкиевиц, адвокат у Тузли и члан Сабора Босне у Сарајеву
- Ивица Осим, босански фудбалски менаџер